# Centro Nacional de las Artes (México)

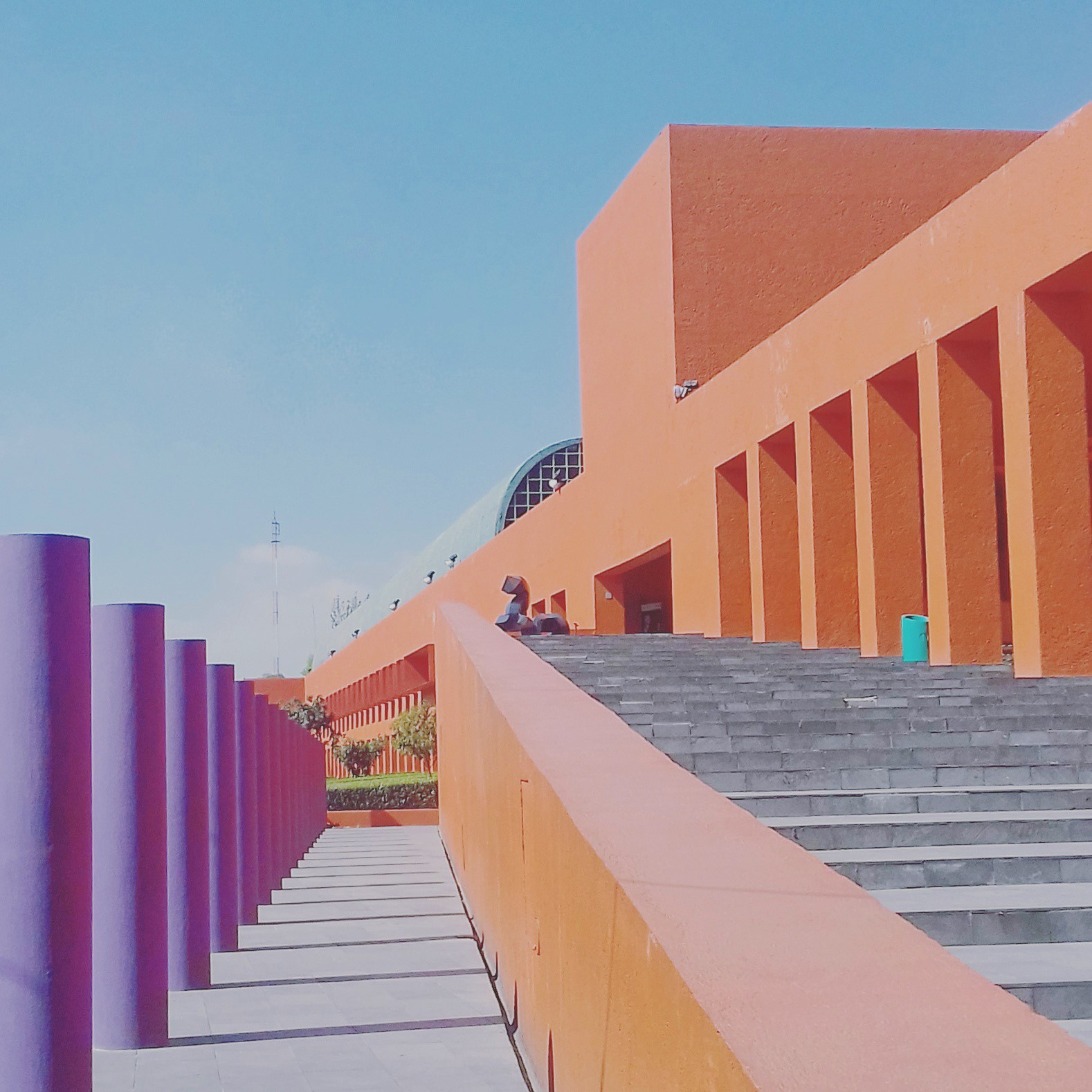
Biblioteca del CENART

El Centro Nacional de las Artes (Cenart) es una institución dedicada a la difusión, investigación, formación, impulso, debate y enseñanza del arte, la cultura y la interdisciplina. Sus 12 hectáreas de extensión alojan foros escénicos, plazas, galerías y áreas verdes, en los que se puede disfrutar tanto de una amplia programación artística como de una nutrida vida académica. De forma paralela a un programa de Desarrollo Académico único en su tipo, que contempla desde cursos y talleres para niños hasta estudios de posgrado en educación artística, el Cenart concentra cuatro escuelas de educación profesional, pertenecientes al Instituto Nacional de Bellas Artes (INBA), donde se puede estudiar danza, teatro, música o artes plásticas. 
Se encuentra ubicado sobre el Circuito Interior, en la colonia Country Club, alcaldía Coyoacán. Pertenece a la Secretaría de Cultura.
A sí mismo cuenta con el Centro Multimedia, un espacio dedicado a la experimentación, investigación, formación y difusión de prácticas artístico-culturales que utilizan medios tecnológicos. Ofrece seis laboratorios y un área de investigación teórica y documental. A través de su programa de residencias, promueve la producción de proyectos en artes electrónicas. Su programa de formación en arte y tecnología brinda cursos y talleres para estudiantes, artistas y la comunidad en general, impartidos por expertos nacionales e internacionales. Además, organiza foros, seminarios y conferencias sobre arte y tecnología. El Centro también presenta exposiciones y eventos, como el Festival de Artes Electrónicas y Video Transitio_MX, para compartir experiencias y promover la creación a través de nuevos medios.

## Arquitectura
El espacio arquitectónico, ubicado en la Ciudad de México, fue obra de los arquitectos Ricardo Legorreta, Noé Castro Castro, Teodoro González de León, Enrique Norten, Luis Vicente Flores, Javier Calleja, Alfonso López Baz y Javier Sordo Madaleno Bringas.
En la torre de investigación se encuentran ubicados los centros de investigación correspondientes a teatro, danza, música, y artes visuales, mientras que en el resto del predio en el que se encuentra, que abarca de la Calzada de Tlalpan a Avenida Miramontes, se localizan las escuelas correspondientes a dichas disciplinas, a las que se agrega la de cine. En cuanto a la difusión de las obras y montajes que se generan en su interior, se encuentran diversos foros, el principal de ellos es el Teatro de las Artes.

## Espacios Escénicos

### Teatro de las Artes
El Teatro de las Artes fue concebido por los arquitectos Alfonso López Baz y Javier Calleja. La amplia funcionalidad de su escenario le ha permitido ser sede de diversas temporadas de espectáculos teatrales y dancísticos, así como musicales, operísticos e interdisciplinarios, a cargo de prestigiados artistas y compañías nacionales e internacionales. Ocupa una superficie de 4,945 metros cuadrados y tiene capacidad para albergar a 606 espectadores. Posee recursos técnicos suficientes para cubrir las necesidades de cualquier representación escénica, entre ellos un sistema acústico variable y un diseño que permite crear diversas condiciones de iluminación. Cuenta con talleres de escenografía y de utilería propios, además de un salón de ensayos.

### Teatro Raúl Flores Canelo
Es un foro dedicado a presentaciones de obras de danza clásica y contemporánea. Su aforo es de 336 espectadores y cuenta con equipo de sonido, iluminación, acústica y mecánica teatral, además de un foso para orquesta con sistema de elevadores spiralift.

### Teatro Salvador Novo
En este teatro se escenifican obras clásicas, así como proyectos de corte vanguardista o experimental. Se caracteriza por su adaptabilidad a las condiciones particulares de distintas propuestas escénicas ya que tiene las dimensiones y requerimientos de electro-acústica, iluminación y mecánica teatral de un escenario profesional. Tiene capacidad para 150 espectadores y sus butacas se encuentran sobre un entarimado móvil, lo que permite situarlas de acuerdo a las exigencias mismas de cada representación.

### Foro de las Artes
Capacidad para 96 personas. Dedicado a grupos y artistas de teatro, danza o interdisciplinarios.

### Foro Antonio López Mancera
Es un espacio configurado como “caja negra”, con un aforo de 70 personas.

### ForoExperimental Black Box
Este espacio está diseñado como una “caja negra” y cuenta con capacidad para 90 personas.

### Plaza de las Artes
Al aire libre con capacidad para recibir a 1,500 espectadores.

### Plaza de la danza
Escenario abierto, acondicionado con graderías metálicas para 400 espectadores.

### Auditorio Blas Galindo
Obra del arquitecto Teodoro González de León. En su diseño arquitectónico destacan la textura y los matices cromáticos de sus acabados en cemento blanco martelinado, así como sus muros inclinados. Tiene capacidad para atender a 693 espectadores.
Cuenta con fosa acústica bajo su escenario, sala de grabación, taller de iluminación, camerinos y un coro con capacidad para 120 personas. 

### Aula magna José Vasconcelos
Obra del arquitecto Ricardo Legorreta y su fachada de azulejos fue diseñada por el artista visual Vicente Rojo. Cuenta con una capacidad para albergar a 130 espectadores.

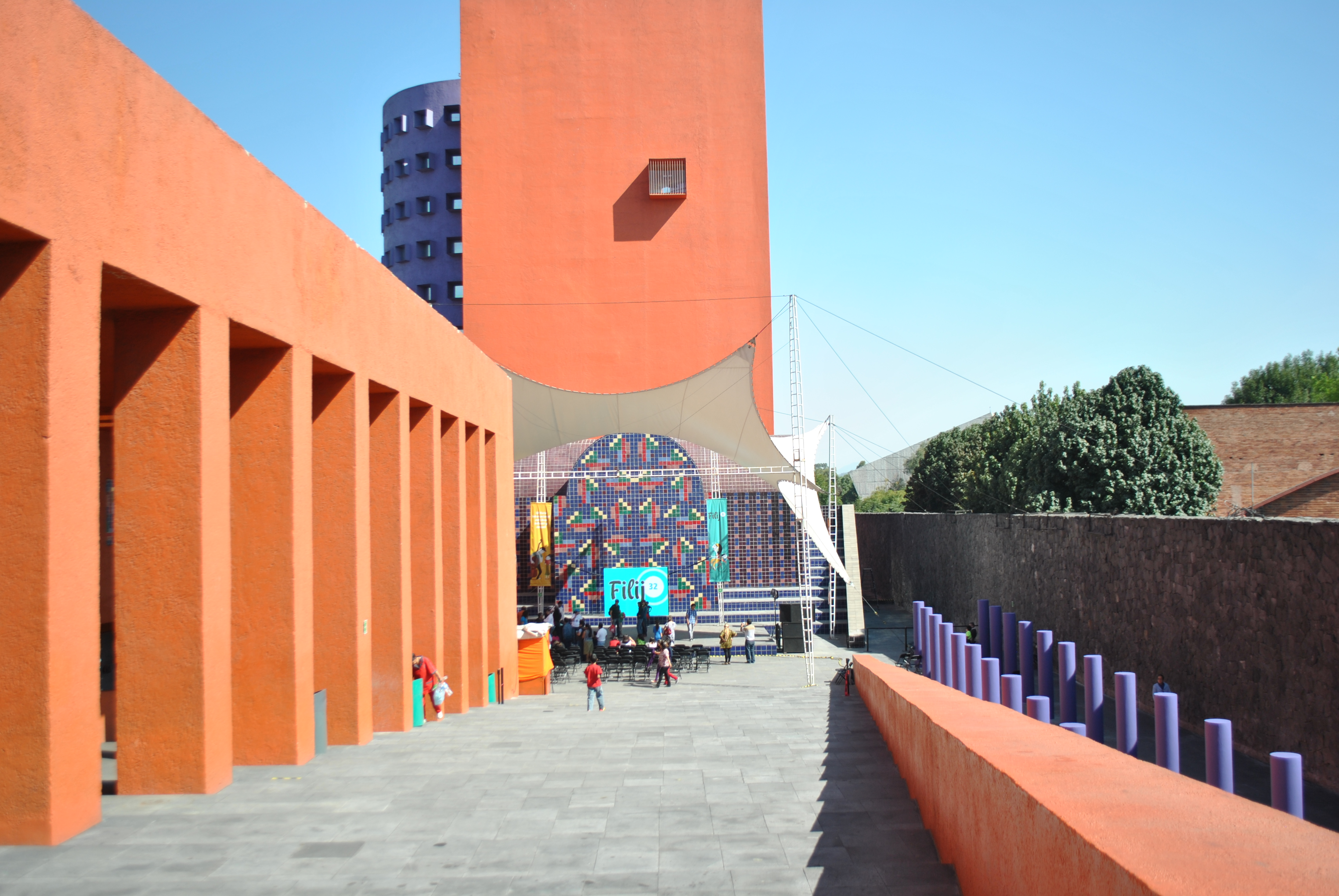
CENART

## Escuelas y centros de investigación
Cuenta con cinco escuelas de educación artística profesional:
- Centro de Capacitación Cinematográfica (CCC), dependiente del Instituto Mexicano de Cinematografía (IMCINE)
- Escuela Nacional de Arte Teatral (ENAT)
- Escuela Nacional de Danza Clásica y Contemporánea (ENDCC)
- Escuela Superior de Música (ESM)
- Escuela Nacional de Pintura, Escultura y Grabado "La Esmeralda" (ENPEG)

Posee los siguientes Centros Nacionales de Investigación, todos pertenecientes al Instituto Nacional de Bellas Artes (INBA):
- Música (CENIDIM)
- Teatro (CITRU)
- Danza (CENIDI-DANZA)
- Artes Plásticas (CENIDIAP)[5]

Posee un espacio de investigación, formación y difusión dedicado a los medios tecnológicos:
- Centro Multimedia (CMM)

## Festivales y eventos

### Eurojazz

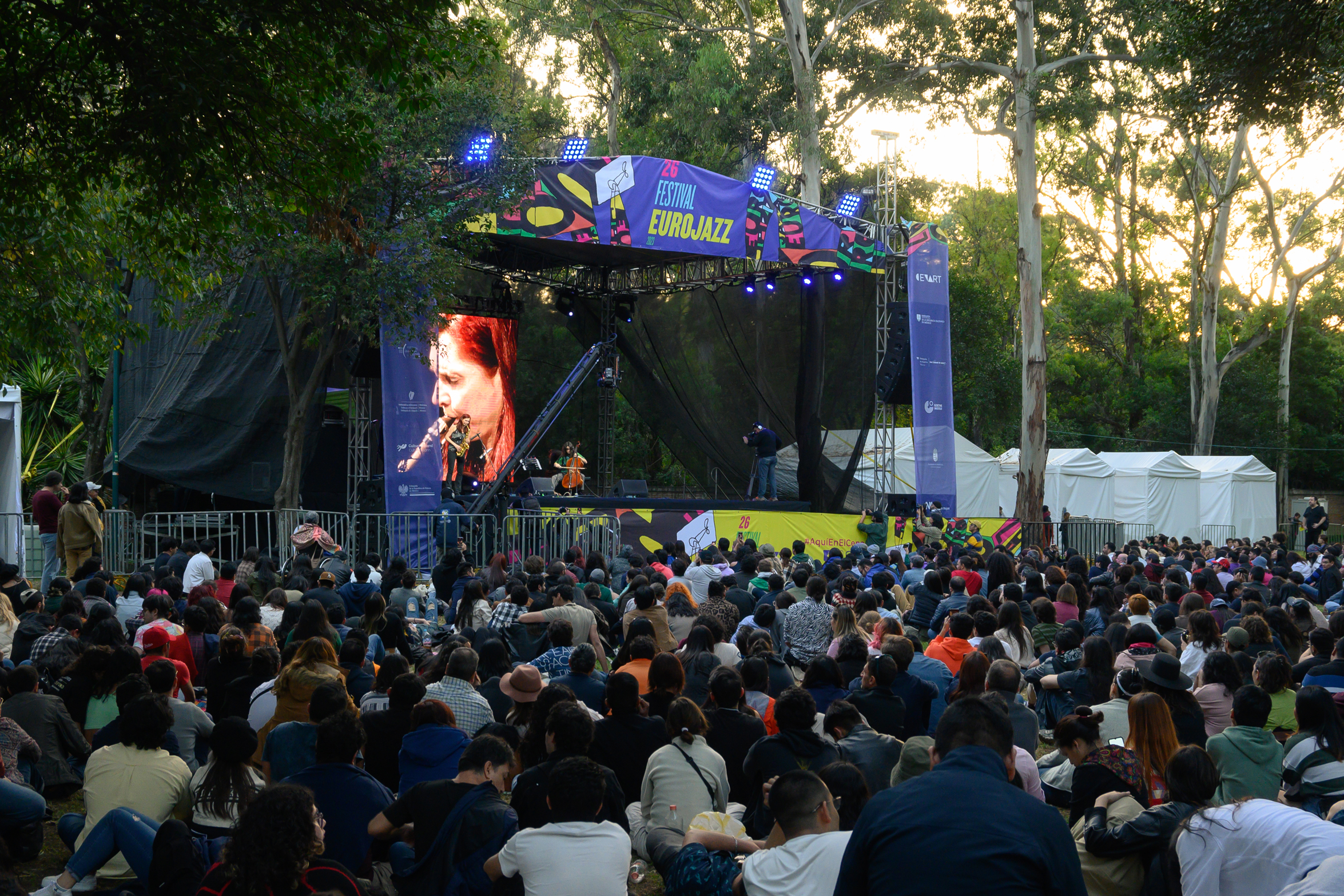
Eurojazz 2023

Desde 1998 con el impulso de la Unión Europea, la Secretaría de Cultura y el Centro Nacional de las Artes se ha llevado a cabo el festival Eurojazz, considerado el mejor su género en América Latina. Año con año, todos los fines de semana de marzo en los jardines del CENART se presentan los exponentes más importantes y excepcionales del jazz europeo.
A lo largo de los años, se han presentado más de 680 músicos, integrantes de 180 agrupaciones provenientes de países como: Andorra, Austria, Bélgica, Dinamarca, España, Finlandia, Francia, Grecia, Hungría, Irlanda, Italia, Letonia, Países Bajos, Polonia, Portugal, Reino Unido, República Checa, República Eslovaca, Suecia, Suiza y Turquía. Asimismo, se destaca la participación de la banda polaca Pink Freud, el pianista sueco Bobo Stenson, la holandesa Saskia Laroo, el pianista polaco Marcin Wasilewski y el saxofonista italiano Francesco Cafiso.
En las pasadas 19 ediciones, el Festival Eurojazz recibió a casi 728 mil asistentes a lo largo de 122 conciertos. En 2016 se realizó la transmisión en vivo de 11 conciertos a través de la página web Interfaz CENART y fueron disfrutados por 9 mil 714 ciberespectadores de 24 países y 145 ciudades.

### Festival Internacional de Piano En Blanco y Negro
Con motivo de este festival, el auditorio Blas Galindo del Centro Nacional de las Artes recibe todos los años, a partir de 1997, a destacados intérpretes de piano de diversos países. En el año 2022 cumplió su primer cuarto de siglo de vida, 25 años en los que el Festival se ha convertido en el escaparate pianístico más importante del país, con resonancias internacionales. 

## Cineteca Nacional de las Artes

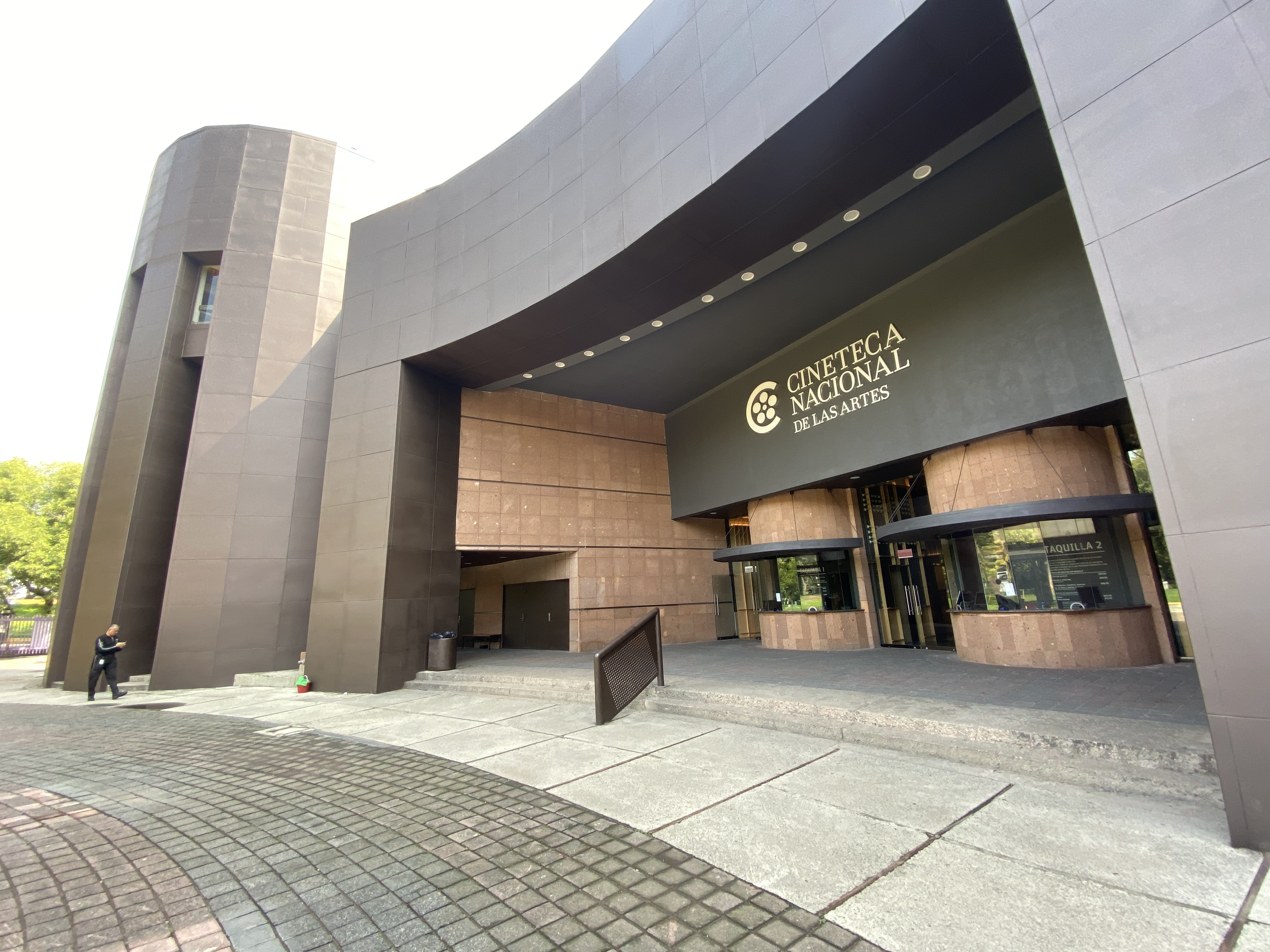

En el 2022, la secretaria de cultura Alejandra Frausto, anunció que el complejo cinematográfico del CENART tendría otra sede de la Cineteca Nacional. El espacio recibió el nombre de Cineteca Nacional de las Artes y cuenta con 12 salas en donde se proyectaran filmes nacionales e internacionales.
La cineteca fue inaugurada el 15 de agosto de 2023.